# Sasscore
El sasscore, también conocido como sassy screamo, dancey screamo o simplemente abreviado como sass, es un género del post-hardcore muy influenciado por el hardcore, el screamo, el grindcore y el noise rock. Se dio a fines de los noventa y principios de la década del 2000, tanto en Estados Unidos como en Canadá. Su cualidad principal es servir como contracara al machismo y virilismo de las comunidades musicales mediante el uso de recursos como la feminización, el caos sonoro y temáticas extravagantes y abstractas, los cuales definen su excentricidad.
Durante la década del 2000 el sasscore gozó de buena popularidad, gracias a la divulgación de bandas como The Blood Brothers y Death From Above 1979. Sin embargo, en la primera mitad de la década del 2010 bajó notablemente su popularidad, por la baja cantidad de bandas activas. Esto se subsanó a partir de la segunda mitad de la década, debido al surgimiento de varias bandas innovadoras y el regreso de bandas emblemáticas, por lo que el movimiento del sasscore logró recuperarse de su inactividad.

## Etimología
El término viene de la palabra «sass», que en inglés significa «insolencia» y define así el carácter tanto vocal como literario del género, y el sufijo «-core», que en inglés se acostumbra a usar para designar estilos o modas.

## Características

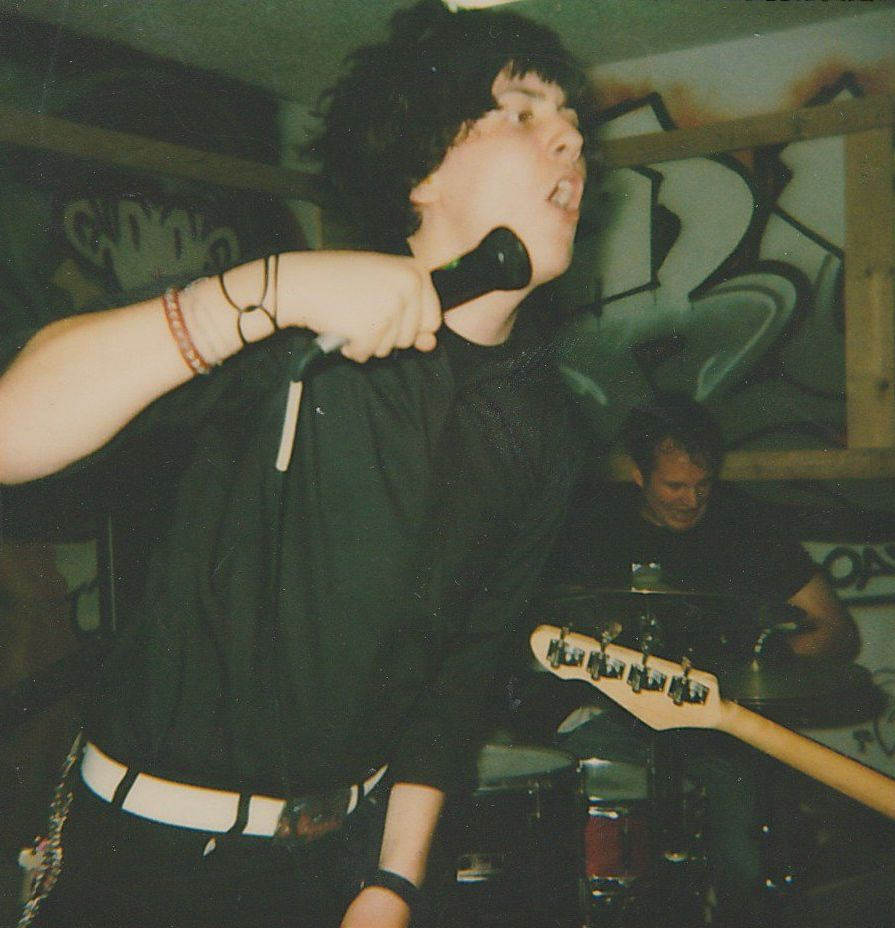
Jason Green de Orchid usando el característico cinturón blanco.

El sasscore se define principalmente como extravagante y rupturista, esto gracias a varias áreas que cubre: musicalmente la voz se afemina y utiliza gritos y ceceo, los artistas gesticulan de forma errática en vivo, se suelen tratar temáticas sexuales, eróticas, sarcásticas o bizarras sin tapujos, y las canciones están hechas con varios elementos como el blast beat, guitarras alocadas, carácter rítmico (inclusive bailable) y tembloroso y sintetizadores; estéticamente se busca apelar a la androginia mediante el uso de pantalones de pitillo, corbata delgada, chaqueta de salón ajustada o maquillaje, a veces junto al uso de colores no masculinos (como el rosado o el rubio), y algunos artistas se identifican como parte del género por medio del uso de cinturón blanco; la actitud se define como de carácter molesto, en pos de suscitar fastidio en sus contrincantes; ideológicamente busca ser la contraparte del estereotipo y la veneración del macho en el mundo del hardcore; se enfatizan los discursos que apelen al homoerotismo y la sexualidad masculina, incluso apoyándose de las comunidades cuir o gay, así como también las críticas a lo virulento y la virilidad exagerada en las comunidades hardcore.
En síntesis, el sasscore se puede entender como contraposición a la hipermasculinidad.

## Historia

### Orígenes e influencias

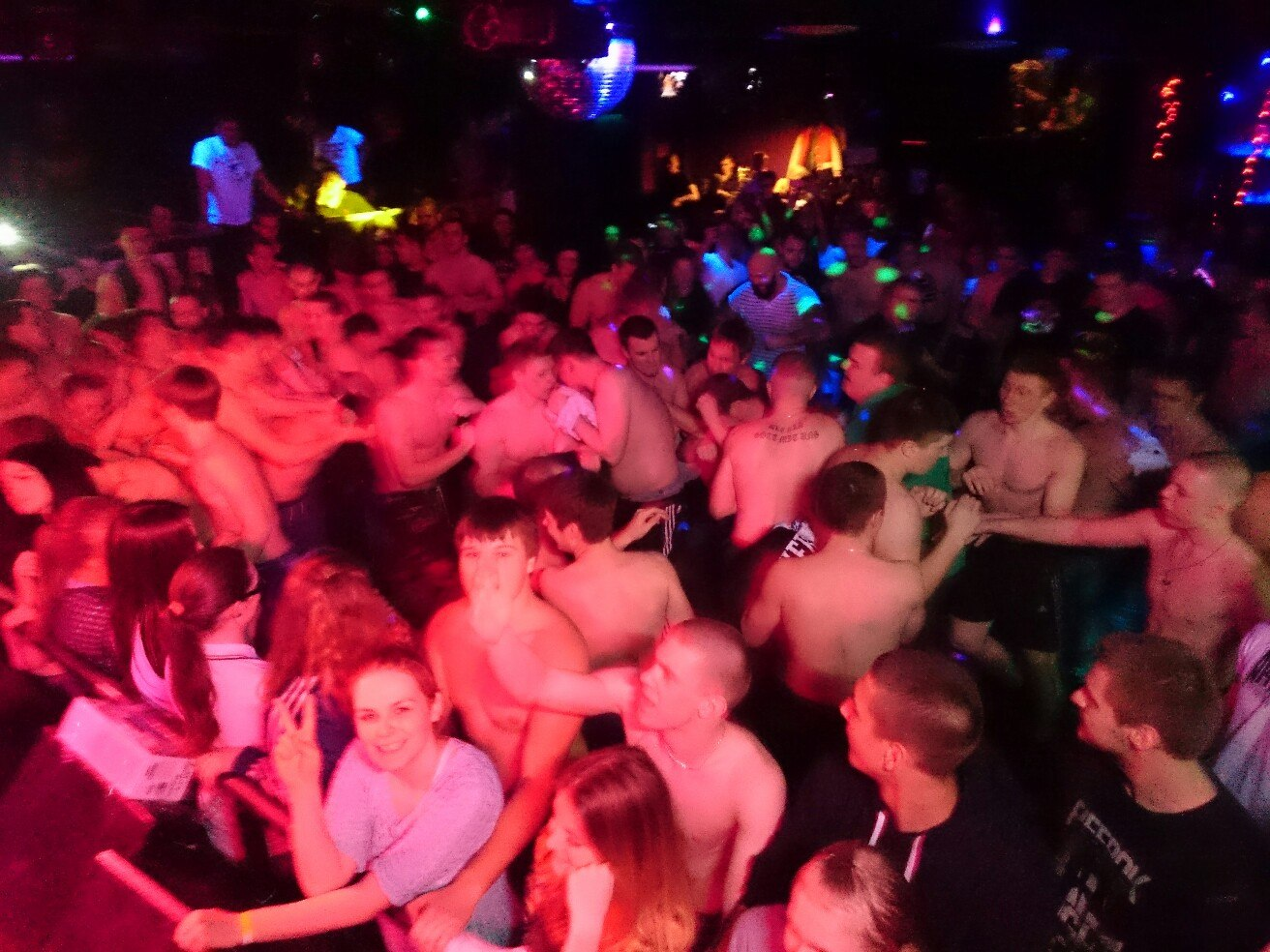
Mosh pit, donde se aprecia la predominancia masculina.

Las comunidades punk y (en especial) hardcore, y en general de la música alternativa de los noventa y principios de la década del 2000 se caracterizaban por ser notablemente machistas y enfocadas en la virilidad, lo que derivó en su hegemonía conservadora y heteronormativa; caso aparte es el hardcore, al cual se le suma su carácter violento y atropellante, demostrado por las pandillas straight edge y youth, más alabadas que criticadas dentro del espacio. Todo culminó en que varios artistas que no se sentían cómodos en los movimientos musicales convencionales, como gente homosexual o cuir (o simplemente gente en desacuerdo con la discriminación a estos grupos), tampoco se sintieran bienvenidos en los espacios contraculturales que, supuestamente, iban en contra de la norma. A todo esto se le suma el contexto histórico de Norteamérica durante esta época: la militarización de la cultura debido a la guerra de Irak; la normalización del internet; el cambio del rol de la mujer en el área laboral; el enaltecimiento de las figuras musculosas y masculinas del gimnasio; la música misógina y amiga del estereotípico hombre rudo, y el conservadurismo. Ante toda esta coyuntura, los artistas que seguían siendo discriminados buscaron asilo e inspiración en otras manifestaciones artísticas contestatarias: bandas como Talking Heads y Devo; subculturas, movimientos o géneros como el gótico, el pospunk, la música electrónica, el dance-punk, el emoviolence, el new wave y, incluso, el disco. Sin embargo, las influencias más importantes para la génesis del sasscore son bandas de poshardcore como Nation of Ulysses, Le Shok y Brainiac, la escena spock rock, con bandas como The Crimson Curse y Spanakorzo, y los géneros screamo, grindcore y noise rock; todas estas se caracterizaban por tener un estilo más artístico, rupturista o extraño, cualidades muy influyentes en el sasscore.

### Establecimiento y popularización (1997-2009)
A fines de los noventa surgieron bandas estadounidenses y canadienses desde la vereda del screamo que realizaban canciones más pintorescas, gracias a la utilización de elementos como los ritmos marcados, pero frenéticos, aplausos, voz afeminada, teclado, temáticas extrañas o lascivas, etcétera. El objetivo de estas era dar cara al machismo del hardcore y hacerse un espacio fuera del estándar heteronormativo y conservador; las más destacables son The Blood Brothers, de 1997, xbxrx, de 1998, Black Cat # 13 y An Albatross, de 1999.

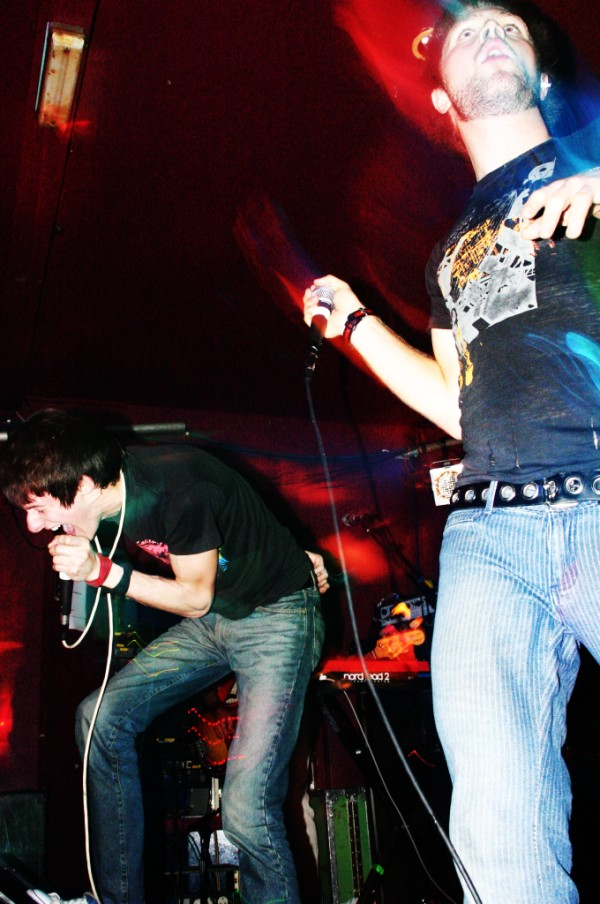
The Blood Brothers tocando en vivo.

Así, llegados a la próxima década, gracias a álbumes emblemáticos, como I Blast Off! de Black Cat # 13, March On Electric Children y ...Burn, Piano Island, Burn de The Blood Brothers, el sasscore se estableció propiamente tal como movimiento y género musical, y se popularizó como una de las alternativas a la hegemonía del momento, lo que dio a lugar el nacimiento de varias bandas importantes, como The Plot to Blow Up the Eiffel Tower, The Red Light Sting y Black Eyes, e incluso una escuela que interseccionaba con lo que se denomina como spazzy screamo, con bandas como Orchid en su último álbum, J. R. Ewing, Song of Zarathustra, Vincent Price's Orphan Powered Death Machine y After School Knife Fight. La innovación e influencia del sasscore fue tal que el sonido llegó a impregnar a artistas ajenos, como Hands Are... y The Now, y hasta se creó un subgénero, el white belt, que era aun más caótico y pesado.

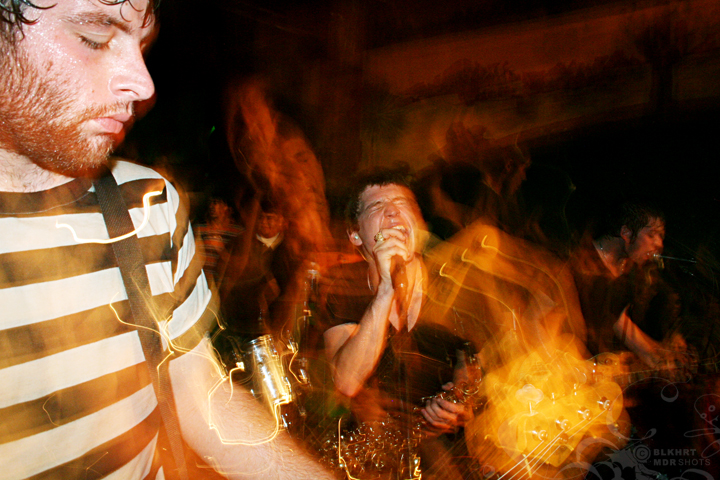
The Plot to Blow Up the Eiffel Tower tocando en vivo el 2006, en The Smell.

A pesar de su natural rareza, el sasscore gozó de buena popularidad y atención por parte de los medios convencionales con las bandas The Blood Brothers, Death From Above 1979 y Head Automatica (esta última denominada en un artículo como sass-pop). También, los artistas del género fueron capaces de liderar modas y estilos extravagantes, notoriamente el corte de pelo gunshot, popularizado por Justin Pearson (vanguardista y miembro de The Crimson Curse, The Locust y otras bandas) la vestimenta ceñida y el maquillaje en los hombres.
El sasscore también se empezó a viralizar entre varios géneros y artistas, lo que se notó más en el dance-punk; muchas de sus bandas tomaron varios elementos del sasscore, como la disonancia o los ritmos alocados, como Death From Above 1979; fueron parte del movimiento, como Hot Hot Heat (que grabó splits con The Red Light Sting), !!! y The Rapture (quienes participaban en sellos especializados en sasscore); o incluso trataron de innovar dentro de él, como Q and Not U, Milemarker y The Faint (algunos se refieren al estilo de las bandas como girlfriend-sass).
Como era de esperarse, el género resultó ser polémico; la comunidad hardcore lo odiaba con saña mientras que las comunidades disidentes se sentían bienvenidas y a gusto. Esta reacción se puede relacionar a la que tuvo también la música disco en los setenta, el queercore en los ochenta y el riot grrrl en los noventa, ya que muchos los detestaban por sus aproximaciones y afiliaciones a las comunidades feministas, gay o cuir.

### Declive (2010-2015)
Pasada su época de oro, el sasscore cayó en un gran letargo durante la primera mitad de la década del 2010, debido a distintos factores; básicamente tanto la divulgación de otros géneros alternativos como la separación de muchas bandas importantes del género. Muy pocas agrupaciones vivieron durante esta época, y solo Gas Up Yr Hearse!, del 2011, y The Cambodian Heat, del 2014, son las que más resaltaron.

### Resurgimiento (2016-presente)

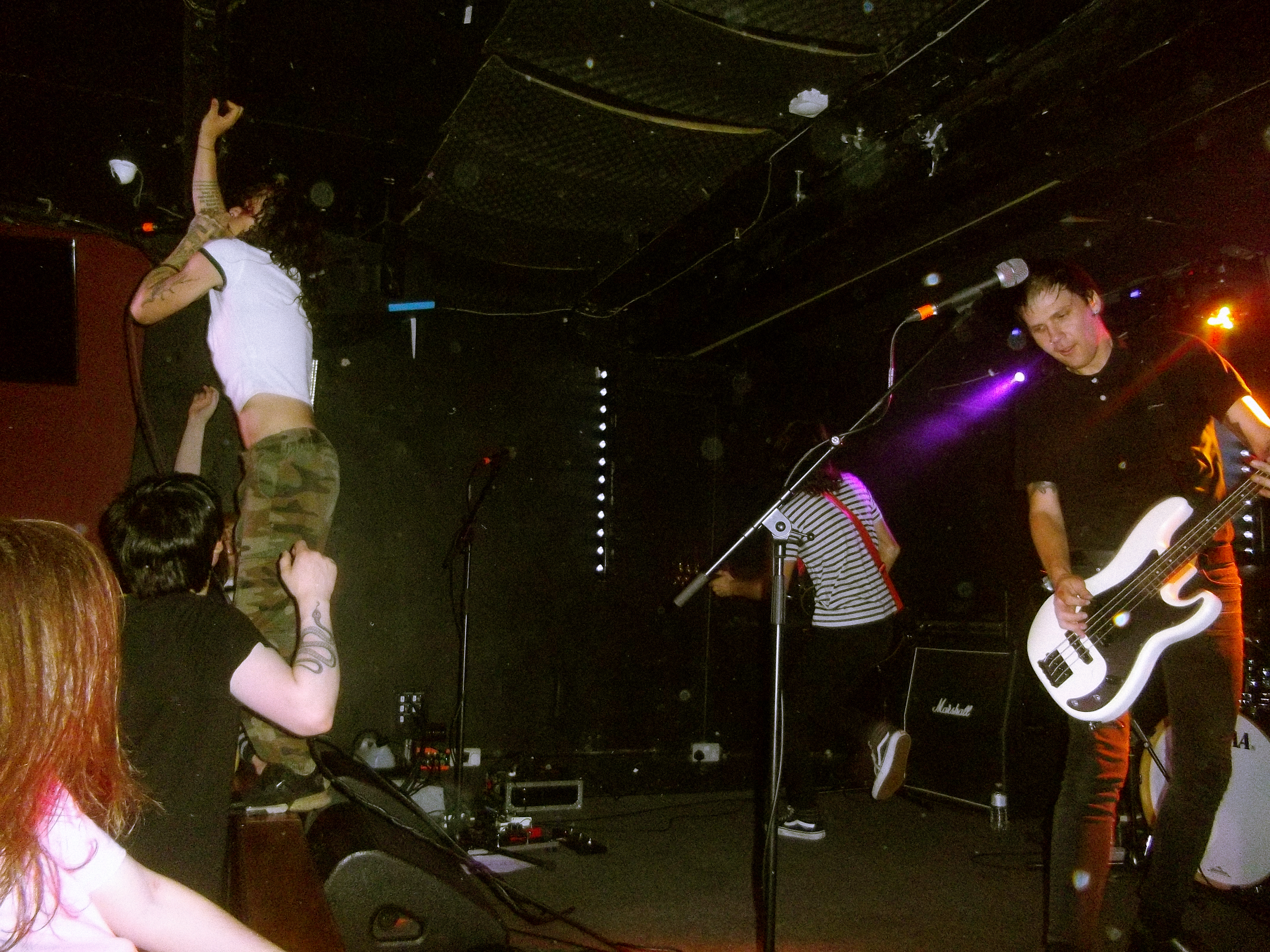
SeeYouSpaceCowboy tocando en vivo el 2022.

A partir del 2016 el género empezó a volver a tener varias bandas innovadoras a su favor, tanto de sasscore propiamente tal como de white belt, su variante más extrema; las más importantes son SeeYouSpaceCowboy, Black Knight Satellite, .gif from god y Terrifying Girls' High School.
Durante la década del 2020 regresaron, también, The Blood Brothers y An Albatross, bandas clásicas del género, y se formaron agrupaciones como Circuit Circuit y Fashion Tips, las cuales hicieron pervivir el sasscore durante la década.

## Subgéneros

### White belt

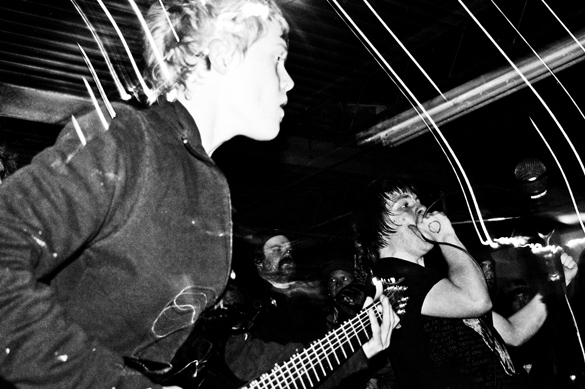
Destroyer Destroyer tocando en vivo.

El white belt, también conocido como white belt grind y sassgrind, es un subgénero del sasscore que tiene mayor influencia de géneros caóticos como el grindcore y el mathcore. Nació en la década del 2000 con bandas como The Great Redneck Hope, The Sawtooth Grin, The Locust y Destroyer Destroyer, y álbumes como Eat Lightning, Shit Thunder! de An Albatross y Canada Songs de Daughters. Su nombre significa «cinturón blanco», refiriéndose al característico accesorio que usaban algunos artistas.
El género tuvo un curso similar al de su género madre, y por lo tanto tuvo su resurgimiento también en la segunda mitad de la década del 2010, con bandas como SeeYouSpaceCowboy, .gif from god y The Callous Daoboys.